# منک
منک (به انگلیسی: Mank) فیلم آمریکایی درام بیوگرافی به کارگردانی دیوید فینچر است که در سال ۲۰۲۰ توسط نت‌فلیکس منتشر شد. فیلم‌نامه این فیلم توسط جک فینچر (پدر دیوید فینچر) نوشته شده و داستان آن دربارهٔ زندگی واقعی هرمن جی منکویتس ملقب به منک، فیلم‌نامه‌نویس فیلم همشهری کین (۱۹۴۱) است و وقایع زندگی او و چالش‌هایی که هنگام نوشتن فیلم‌نامه با اورسن ولز و دیگران داشته را به تصویر می‌کشد. چان چافین، داگلاس اوربانسکی و اریک راث تهیه‌کننده پروژه هستند. در این فیلم گری اولدمن، آماندا سایفرد، لی‌لی کالینز، آرلیس هوارد، تام پلفری، سام توگتون، فردیناند کینگزلی، تاپنس میدلتون، تام برک، جوزف کراس، جیمی مک شین، توبی لئونارد مور، مونیکا گاسمن و چارلز دنس بازی می‌کنند.
جک، پدر دیوید فینچر، فیلمنامه را در دهه ۱۹۹۰ نوشت و دیوید در ابتدا قصد داشت پس از پایان ساخت فیلم بازی (۱۹۹۷)، آن را با حضور کوین اسپیسی و جودی فاستر فیلمبرداری کند. این برنامه هیچ‌گاه عملی نشد و جک در سال ۲۰۰۳ درگذشت. سرانجام، ساخت فیلم در ژوئیه ۲۰۱۹ رسماً اعلام شد و فیلمبرداری آن از نوامبر ۲۰۱۹ تا فوریه ۲۰۲۰ در حوالی لس آنجلس انجام شد.
منک در ۱۳ نوامبر سال ۲۰۲۰ در تعدادی از سینماها نمایش محدود داشت و پخش آن از ۴ دسامبر سال ۲۰۲۰ از نتفلیکس آغاز شد. این فیلم با بازخورد مثبت منتقدان روبرو شد. آنها کارگردانی، فیلمبرداری، ارزش‌های تولید و موسیقی و همچنین بازی‌های اولدمن و سایفرد را ستودند.

## داستان
در سال ۱۹۴۰ آر.ک. او به اورسن ولز برای پروژه بعدی خود آزادی تام و تمام می‌دهد. هرمان جی منکویتس در ویکتورویل، کالیفرنیا، دوران بهبودی از شکستگی پای خود در یک تصادف رانندگی را می‌گذراند. او تلفنی از ولز دریافت می‌کند که وی را برای نوشتن فیلمنامه فیلم جدیدش می‌خواهد. هرمان متن را به منشی خود، ریتا الکساندر، که وظیفه نوشتن را دارد، دیکته می‌کند.
چند سال پیش در استودیوی پارامونت، هرمان و نویسندگان دیگر با دیوید سلزنیک دربارهٔ فیلمی که می‌نویسند صحبت می‌کنند. هرمان به مکان فیلم‌برداری می‌رود که در آن او و ماریون دیویس یکدیگر را می‌شناسند. وی ویلیام راندولف هرست را معرفی می‌کند.
در سال ۱۹۴۰، جان هاوسمن، تهیه‌کننده، نگران می‌شود که فیلمنامه هرمان بیش از حد پیچیده باشد و تماشای آن در توان توده مردم نباشد. ریتا به مشابهت‌های بین شخصیت‌های هرمان و افرادی که می‌شناسد پی می‌برد. سال‌ها پیش، هرمان و برادرش جوزف شروع به کار با لوئیس بی مایر که در امور مالی ام‌جی‌ام است، می‌کنند.
جوزف هرمان را در جریان نگرانی‌هایش دربارهٔ فیلمنامه جدید می‌گذارد و این ممکن است باعث خشم هرست شود. در سال ۱۹۳۳، هرمان و همسرش سارا با بسیاری از کلاه گیس‌های بزرگ هالیوود در جشن تولد مایر در قلعه هرست شرکت می‌کنند. آنها دربارهٔ آلمان نازی و سیاست‌های منطقه‌ای، از جمله آپتون سینکلر ، بحث می‌کنند. هرمان با ماریون به پیاده‌روی می‌رود و آنها در مورد هالیوود و سیاست صحبت می‌کنند.
هاوسمن نگران این است که چه مدت طول می‌کشد تا فیلم‌نامه‌نویسی تمام شود و از اخراج او و هرمان نیز می‌ترسد. ولز کار خود را در مورد دل تاریکی به پایان رسانده و اکنون توجه کامل خود را به پروژه جدید معطوف خواهد کرد. ریتا همچنین نگران زمان نوشتن و اعتیاد به الکل هرمان نیز هست.
در سال ۱۹۳۴، هرمان کار خود را برای ام‌جی‌ام ادامه می‌دهد. مدیران استودیو از جمله ایروینگ تالبرگ فعالانه علیه کمپین سینکلر برای فرمانداری کالیفرنیا کار می‌کنند زیرا دیگران سعی در تشکیل انجمن نویسندگان دارند. در سال ۱۹۴۰ هرمان فیلمنامه را تمام می‌کند.
در سال ۱۹۳۴، ام‌جی‌ام فیلم‌های تبلیغاتی علیه سینکلر را تولید می‌کند، که هرمن تلاش می‌کند آنها را از پرده پایین بکشد. در سال ۱۹۴۰ چارلز لدرر فیلمنامه را تحویل می‌گیرد تا به استودیو بدهد. در سال ۱۹۳۴ هرمان و سارا در یک مهمانی شبانه ام‌جی‌ام شرکت کردند، جایی که مایر برنده، فرانک مریام را اعلام کرد.
جوزف پس از خواندن فیلمنامه در سال ۱۹۴۰ به هرمان مراجعه می‌کند و اکنون حتی بیشتر نگران واکنش هرست و تأثیر آن بر ماریون، به ویژه پیامدهای احتمالی همشهری کین است. او همچنین معتقد است این بهترین چیزی است که هرمان تاکنون نوشته‌است. در سال ۱۹۳۴، دوست و همکار هرمان، شلی متکالف، پس از تشخیص بیماری پارکینسون، با تفنگ خودکشی می‌کند.
در سال ۱۹۴۰، ماریون تمام تلاش خود را می‌کند تا هرمن را ترغیب کند تا فیلمنامه را تغییر دهد اما همه تلاش او بی فایده است. او به هرمان می‌گوید سعی خواهد کرد جلوی فیلمبرداری را بگیرد. در سال ۱۹۳۶ هرمان در مراسم تشییع جنازه تالبرگ شرکت می‌کند. در سال ۱۹۴۰ ولز با هرمان تماس می‌گیرد تا به او اطلاع دهد که RKO به خاطر هرست نمی‌خواهد فیلم را بسازد. ولز مصمم است که این کار را انجام دهد و می‌خواهد دوباره با هرمان کار کند. در سال ۱۹۳۷ هرمان در یک مهمانی در قلعه هرست شرکت می‌کند، جایی که با مستی فیلم‌نامه‌ای را که در سال ۱۹۴۰ نوشت می‌نویسد و مایر و دیگران را آزرده خاطر می‌کند تا اینکه فقط او و هرست باقی می‌مانند.
ولز به هرمان سر می‌زند و به او پیشنهاد خرید فیلمنامه از استودیو را می‌دهد. هرمان اعتقاد دارد که این بهترین کاری است که تاکنون نوشته‌است. در سال ۱۹۴۲ هرمان و ولز برنده جایزه اسکار بهترین فیلمنامه اصلی این فیلم می‌شوند.

## بازیگران
- گری اولدمن در نقش هرمن جی منکسویچ
- آماندا سایفرد در نقش ماریون دیویس
- لیلی کالینز در نقش ریتا الکساندر، منشی هرمان، که نام سوزان الکساندر کین از او آمده‌است.
- آرلیس هوارد در نقش لوئیس بی مایر
- تام پلفری در نقش جوزف ال منکویتس
- سم تراوتون در نقش جان هاوسمن
- فردیناند کینگزلی در نقش ایروینگ تالبرگ
- تاپنس میدلتون در نقش سارا مانکیویچ، همسر هرمان
- تام بورک در نقش اورسون ولز
- جوزف کراس در نقش چارلز لدرر
- جیمی مک شین در نقش شلی متکالف، کارگردان فیلمبرداری آزمایشی و دوست هرمان
- توبی لئونارد مور در نقش دیوید او سلزنیک
- مونیکا گاسمن در نقش فرولئین فریدا، خانه‌دار هرمان
- چارلز دنس در نقش ویلیام راندولف هرست
- لون رامبین در نقش ایو، دوست دختر متکالف
- بیل نای در نقش آپتون سینکلر
- جف هارمس در نقش بن هکت

بسیاری دیگر از بازیگران هالیوود از جمله جورج اس. کافمن، گرتا گاربو، یوزف فون اشترنبرگ، نورما شیرر، الینور بردمن، جوآن کرافورد، چارلی چاپلین، جرالدین فیتزجرالد، بیلی داو، رکسفورد توگل، بتی دیویس، کلارک گیبل، چارلز مک آرتور، داریل اف. زانوک، اس. جی. پرلمن، کارول لومبارد و ادی کانتور در فیلم به تصویر کشیده شده‌اند.

## ساخت

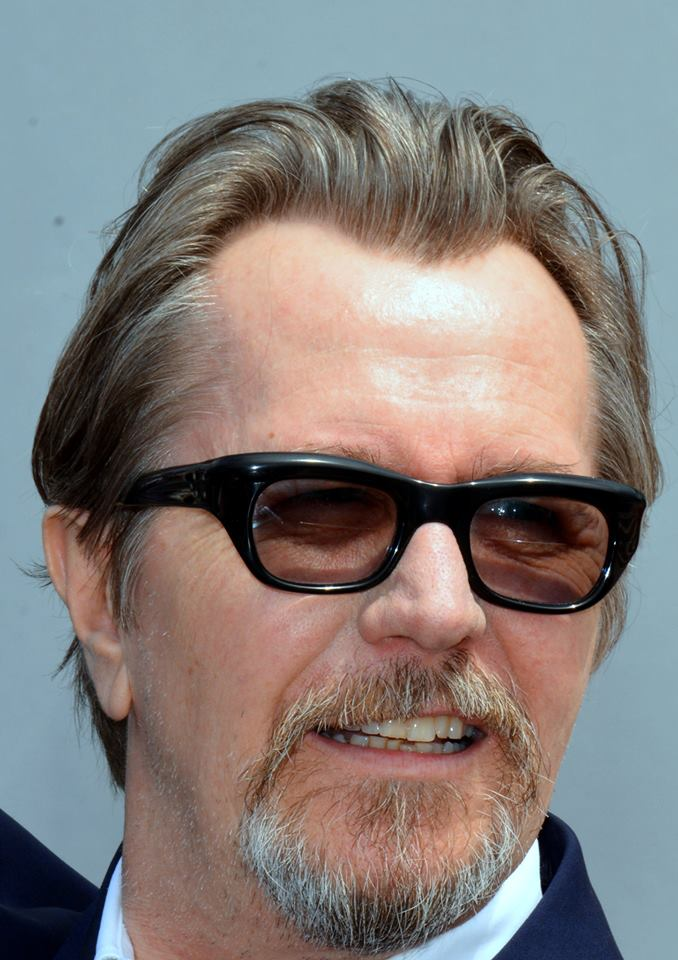
گری اولدمن که در نقش اصلی هرمن جی «منک» منکویتس بازی می‌کند.

ساخت منک به‌طور رسمی در ژوئیه ۲۰۱۹، زمانی که دیوید فینچر گفت که او کارگردانی فیلم را با بازی گری اولدمن بر عهده خواهد داشت، اعلام شد. فیلمنامه را پدر فینچر، جک فینچر، پیش از مرگ در سال ۲۰۰۳ نوشت. در ابتدا قرار بود فینچر منک را پس از فیلم بازی (۱۹۹۷) و با بازی کوین اسپیسی و جودی فاستر بسازد اما به دلیل اصرار فینچر بر فیلمبرداری سیاه و سفید این کار هیچگاه عملی نشد. فهرست بازیگران مکمل در ماه اکتبر اعلام شدند که شامل آماندا سایفرد، لی‌لی کالینز، تاپنس میدلتون، آرلیس هوارد و چارلز دنس بودند.
فینچر در منک با بسیاری از اعضای تیم‌های معمول فیلمسازی خود، از جمله طراح تولید دونالد گراهام برت، تدوین گر کرک باکستر، و آهنگسازان ترنت رزنور و آتیکوس راس دوباره کار کرد. فینچر اریک مسرشمیت، فیلمبردار را که با او در سریال نتفلیکس شکارچی ذهن کار کرده بود، انتخاب کرد.
فیلمبرداری در ۱ نوامبر ۲۰۱۹، در لس آنجلس آغاز شد. کمی از فیلمبرداری نیز در ویکتورویل، کالیفرنیا انجام شد و در ۴ فوریه سال ۲۰۲۰ به پایان رسید. دنس اظهار داشت که صحنه منکویست مست بیش از ۱۰۰ بار تکرار شد،و سایفرد نیز اظهار داشت که یکی از صحنه‌های وی بیش از یک هفته و ۲۰۰ مورد زمان برد تا فیلمبرداری شود.
پیش نویس ۱۲۰ صفحه‌ای فیلمنامه نخستت نشان داد که جک فینچر ادعایی را که پائولین کائیل در مقاله خود در سال ۱۹۷۱ در نیویورکر با عنوان " صعود کین" بیان کرده‌است که ولز شایسته اعتبار فیلمنامه‌نویسی نیست، تأیید می‌کند. این مقاله خشم بسیاری از منتقدان، از جمله دوست ولز و فیلمساز همکار او پیتر باگدانوویچ را به همراه داشت که ادعای کائیل را خط به خط در مقاله «شورش کین» در اکتبر ۱۹۷۲ و در مجله اسکوایر پاسخ می‌دهد. در طول سالها، چندین محقق سینما، از جمله رابرت ال کارینگر، در مطالعه "فیلمنامه‌های شهروند کین " بحث او را بی‌اعتبار دانسته‌اند. گزارش شده‌است که اریک روت ، تهیه‌کننده فیلم منک، فیلمنامه را قبل از فیلمبرداری صیقل داده‌است دیوید فینچر گفت که احساس می‌کند پیش‌نویس‌های نخستین بیش از حد ضد ولز هستند.

## پخش
منک در یک اکران نمایشی محدود در ایالات متحده و کانادا در ۱۳ نوامبر سال ۲۰۲۰ پخش شد و در ۴ دسامبر سال ۲۰۲۰ پخش جهانی را از نتفلیکس آغاز کرد.
ایندی وایر گزارش داد که این فیلم در هفته افتتاحیه خود در ۷۵ سالن نمایش به نمایش گذاشته شد که مشابه سایر اکران‌های فیلم‌های مستقل نو است.

## بازخورد
در تارنمای بازبینی جمعی راتن تومیتوز، ۸۸٪ از ۱۹۶ منتقد دیدن فیلم را توصیه می‌کنند، و میانگین امتیاز فیلم ۷٫۹ از ۱۰ است. در برجام منتقدان تارنما آمده‌است: «منک با شفافیت نوشته شده و درخشان ساخته شده‌است. منک پشت صحنه همشهری کین را می‌شکافد تا یک داستان قدیمی هالیوود را روایت کند که در آخر کلاسیک است.» تارنمای متاکریتیک که ۴۲ نقد و بررسی داشته، میانگین نمره وزنی ۷۹ از ۱۰۰ را به فیلم داده‌است. بیشتر بازخوردهای فیلم «خوب» بوده‌اند.
اریک کهن از ایندی‌وایر به این فیلم بی مثبت داد و نوشت: «هرچقدر که اعتبار مانکیویچ برای فیلم همشهری کین است، فیلم درخشان فینچر یک استدلال قانع‌کننده برای قدردانی از وجوه عقیدتی او نیز به دست می‌دهد. زندگی او پایان ناخوشایندی داشت، اما این فیلم آخرین خنده تلخ را بر لب‌های او می‌گذارد.» جاستین چنگ در مقاله‌ای برای لس آنجلس تایمز نوشت: «منک نیازمند تسلیم کامل شما است اما همچنان بیشترین حد توجه شما را نیز می‌طلبد.»
اوون گلیبرمن از ورایتی با تمجید از اجراها و طراحی صحنه، گفت: «منک داستانی از هالیوود باستانی است که بیشتر در هالیوود کهن غرق شده‌است — زرق و برق و درخشش آن، سلسله مراتب لایه ای آن، فساد و شکوه آن — بیش از هر فیلم دیگری دیده شده و تأثیر آن این است که به آن شکوه و بزرگی ماشین آلات زمان گیج کننده‌ای بخشیده‌است.» پیتر تراورس، با مرور فیلم برای ای‌بی‌سی نیوز، نوشت: «منک زرق و برقدارترین قطعه سینما است که بتوانید پیدا کنید. فیلمبرداری درخشان سیاه و سفید اریک مسرشیمیدت، با لباسهایی که توسط تریش سامرویلویل برای مردان دوخته شده و موسیقی اصیل ترنت رزنور و آتیکوس راس که به گونه‌ای یادآور آهنگسازی مونو است، نشان‌دهنده این است که شما باید از زاویه آن دوران به فیلم نگاه کنید و آن را احساس کنید. انگار که هشتاد سال پیش است و شما فقط بلیط خریده‌اید.»